# 堺谷和将
堺谷 和将（さかいたに かずまさ、1963年8月14日 - ）は、埼玉県出身のプロゴルファー。

## 来歴
1989年に進学した日本大学ゴルフ部では丸山茂樹の1年後輩、河井博大・野上貴夫の1年先輩となる 。
1998年のアイフルカップでは2日目に66をマークして初日86位タイから飯合肇・室田淳・高橋勝成・白浜育男・宮本勝昌・久保谷健一・桧垣繁正・金山和雄と並んでの18位タイ、3日目には67をマークして河村雅之・田中秀道と並んでの8位タイに浮上し、最終日には3日連続60台となる69をマークして湯原信光・東聡・吉村金八・陳志忠（中華民国）と並んでの5位タイに入った。
1998年には後援競技の茨城オープン・東北オープンを勝利し、1999年には初のシード権を獲得。
1999年の千葉オープンでは初日に66をマークして首位でスタートし、田口康祐と同スコア優勝。
2000年にはJGTO TPC イーヤマカップで2日目に67をマークして初日28位タイから藤田寛之・手嶋多一・小山内護・飯合と並んでの8位タイに浮上し、最終日には小山内と共にキー・フラ・ハン（ミャンマー）、広田悟と並んでの7位タイに入った。
2000年の東海クラシックでは奥田靖己と並んでの5位タイに入った。
2001年の全英への道 ミズノオープンでは2日目に66をマークして初日14位タイからジーブ・ミルカ・シン（インド）、ゾウ・モウ（ミャンマー）と並んでの3位タイに浮上し、3日目には久保谷と並んでの2位タイに着け、最終日には近藤智弘・平塚哲二と並んでの5位タイに入った。
2001年の久光製薬KBCオーガスタでは3日間2位タイに着け、最終日には伊澤利光と並んでの4位タイに入った。
2001年のジョージア東海クラシックでは2日目に67をマークして初日46位タイから14位タイ、3日目には8位タイまで浮上し、最終日には立山光広・杉本周作・細川和彦・奥田・鈴木亨・横田真一と並んでの10位タイに入った。
2002年のつるやオープンではデビッド・スメイル（ニュージーランド）、桑原克典・鈴木と並んでの6位タイに入った。
2024年の倉本招待イーグルカップでは最終日は44位タイからスタートし、18番では8mを沈めてのイーグルを奪取して唯一のイーグル賞を獲得するなど、1イーグル5バーディー・ボギーフリーの65をマークして40人抜きの単独4位でフィニッシュした。

## 主な優勝
- 1998年 - 茨城オープン、’98ツインフィールズカップ、東北オープン
- 1999年 - 千葉オープン